# UCI Coupe des Nations Femmes Juniors 2025
Navigation
Édition précédente Édition suivante
L'UCI Coupe des Nations Femmes Juniors 2025 sera la 10e édition de l'UCI Coupe des Nations Femmes Juniors. Elle est réservée aux cyclistes de sélections nationales de moins de 19 ans (U19). Elle est organisée par l'Union cycliste internationale. 

## Programme
Sept manches sont au programme, auxquelles il faut ajouter les championnats du monde et continentaux juniors. 
Deux nouvelles épreuves arrivent par rapport à l'année précédente : la Clásica de Jaén en Espagne en février et Tour de l'Abitibi en juillet au Canada. C'est ainsi la première fois qu'une épreuve de la coupe des nations femmes est organisée sur le territoire nord-américain.
Fin février, il est annoncé que, du fait de la tenue du sommet de l'OTAN à La Haye fin juin et de la mobilisation des forces de l'ordre néerlandaises toute l'année, l'ensemble des courses du circuit de Borsele 2025 sont annulées, dont la course juniors femmes,.

## Présentation
L'édition précédente avait été dominée principalement par des juniors 2e année, qui ne peuvent plus concourir à ce niveau en 2025. Les vainqueurs des 5 épreuves ont signée un contrat professionnel. Ainsi Imogen Wolff (Trofeo Binda) a signé avec la Visma Lease-a-bike, Cat Ferguson (Circuit de Borsele, Tour du Gévaudan et Bizkaikoloreak) a signée chez Movistar. De son côté, Paula Ostiz (Watersley Challenge), est encore junior en 2025, mais a la promesse avant le début de saison d'un contrat de stagiaire avec l'équipe Movistar pour la 2e partie de la saison.
Les épreuves doivent donner priorité aux sélections nationales, mais des équipes de club peuvent aussi concourir. 15 sélections nationales sont invitées d'offices et doivent donc être invitées, sans obligation de participation, à l'ensemble des courses du calendrier (hors championnats continentaux) : 
|  | Nation             | Continent |
|  | ------------------ | --------- |
|  | Allemagne          | Europe    |
|  | Australie          | Océanie   |
|  | Belgique           | Europe    |
|  | Canada             | Amériques |
|  | Espagne            | Europe    |
|  | États-Unis         | Amériques |
|  | France             | Europe    |
|  | Grande-Bretagne    | Europe    |
|  | Italie             | Europe    |
|  | Irlande            | Europe    |
|  | Norvège            | Europe    |
|  | Nouvelle-Zélande   | Océanie   |
|  | Pays-Bas           | Europe    |
|  | République tchèque | Europe    |
|  | Slovaquie          | Europe    |

## Déroulé de la saison
La première épreuve de la saison se situe en Andalousie à Jaén. Il s'agit de la première version juniors femmes de la Clásica de Jaén, une épreuve qui inclut certains passages gravel. À l'arrivée, un sprint se dispute dans un petit groupe, réglé par la britannique Erin Boothman, devant la championne d'Europe espagnole Paula Ostiz et la Grecque, qui porte les couleurs de NXTG-Racing, Eirini Papadimitriou.
Lors du Piccolo Trofeo Binda, la course se décante dans le dernier tour, avec une échappée de 3 coureuses : Megan Arens et Sidney Swierenga pour l'équipe Grouwels-Watersley R&D Road Team et Anja Grossman de la sélection suisse. Au pied de la dernière ascension vers Orino, la canadienne Swierenga parvient à s'isoler à l'avant, mais elle est reprise et distancée dans la descente. Sa coéquipière néerlandaise arrive à se défaire de la Suissesse. Megan Arens s'impose donc en solitaire à Cittiglio. Derrière, Swierenga a pu revenir sur Grossman et remporte le sprint, permettant à la Grouwels de signer un doublé.
Le circuit van Borsele ayant été annulé, la troisième épreuve se déroule en France, avec le Tour du Gévaudan Occitanie. La course est organisée le même week-end que Gand-Wevelgem junior femmes, néanmoins 129 coureuses réparties en 24 équipes participent (26 équipes avaient été annoncées initialement). La première étape propose un circuit inédit sur le causse de Sauveterre. Peu de mouvements ont lieu pendant la course, conduisant à une arrivée massive devant le château du Choizal. C'est la britannique Grace Abigail Miller qui s'impose, devant la danoise Ida Fialla et l'espagnole Paula Ostiz. La seconde étape part de Mende, remonte la vallée du Lot, puis rejoint celle du Valdonnez via la col de la Loubière. Durant l'ascension de ce dernier, un groupe de favorites s'isole à l'avant, et le reste du peloton est morcelé. Toutefois entre le tour de circuit dans le Valdonnez et le retour sur Mende, le peloton se reforme. Au début de la côte de la Croix Neuve, où doit s'adjuger l'arrivée, la canadienne Sidney Swierenga attaque. Elle s'impose au sommet avec plus d'une minute d'avance sur les espagnoles Alejandra Neira Dominiguez et Paula Ostiz. Swierenga remporte ainsi le classement général devant les deux Espagnoles, cependant, à la faveur des bonifications, Paula Ostiz termine devant sa compatriote.

## Résultats

### Épreuves
| Date          | Épreuve                      | Pays     | Vainqueur          | Deuxième         | Troisième            | Leader (nation) |
| ------------- | ---------------------------- | -------- | ------------------ | ---------------- | -------------------- | --------------- |
| 16 février    | Clásica de Jaén              | Espagne  | Erin Boothman      | Paula Ostiz      | Eirini Papadimitriou | Grande-Bretagne |
| 16 mars       | Piccolo Trofeo Alfredo Binda | Italie   | Megan Arens        | Sidney Swierenga | Anja Grossman        | Grande-Bretagne |
| 25-27 avril   | Circuit de Borsele juniors   | Pays-Bas | Course annulée     | Course annulée   | Course annulée       | Course annulée  |
| 10-11 mai     | Tour du Gévaudan             | France   | Sidney Swierenga   | Paula Ostiz      | Alejandra Neira      | Grande-Bretagne |
| 11-14 juillet | Tour de l'Abitibi            | Canada   | Oda Aune Gissinger | Elodie Malois    | Raphaëlle Houde      | Canada          |
| 24-27 juillet | Watersley Ladies Challenge   | Pays-Bas | Paula Ostiz        | Maria Okrucinska | Abigail Miller       | Canada          |
| 14-15 août    | Bizkaikoloreak               | Espagne  | Matilde Rossignoli | Irati Aranguren  | Celia Torres         | Espagne         |

### Championnats continentaux et mondiaux
| Date         | Épreuve                                                | Pays      | Vainqueur          | Deuxième                | Troisième             |
| ------------ | ------------------------------------------------------ | --------- | ------------------ | ----------------------- | --------------------- |
| 8 février    | Championnats d'Asie du contre-la-montre juniors        | Thaïlande | Samira Ismailova   | Mariya Yelkina          | Harshita Jakhar       |
| 14 février   | Championnats d'Asie sur route juniors                  | Thaïlande | Angelina Burenkova | Chih Yi Chu             | Syahla Syafiah        |
| 23 avril     | Championnats panaméricains du contre-la-montre juniors | Uruguay   | Luciana Osorio     | Estefania Castillo      | Marlen Rojas          |
| 25 avril     | Championnats panaméricains sur route juniors           | Uruguay   | Luciana Osorio     | Yaletsa Valentina Marín | Guadalupe Ayelen Diaz |
| 23 septembre | Championnats du monde du contre-la-montre juniors      | Rwanda    |                    |                         |                       |
| 27 septembre | Championnats du monde sur route juniors                | Rwanda    |                    |                         |                       |
| 1er octobre  | Championnat d'Europe du contre-la-montre juniors       | France    |                    |                         |                       |
| 3 octobre    | Championnat d'Europe sur route juniors                 | France    |                    |                         |                       |

### Classement par nations
| #  | Pays            | Pts. |
| -- | --------------- | ---- |
| 1  | Canada          | 98   |
| 2  | Grande-Bretagne | 53   |
| 3  | Norvège         | 52   |
| 4  | Espagne         | 52   |
| 5  | France          | 47   |
| 6  | Pays-Bas        | 43   |
| 7  | Colombie        | 18   |
| 8  | Ukraine         | 18   |
| 9  | Pologne         | 17   |
| 10 | Grèce           | 15   |